# Accident majeur
Un accident majeur est, dans l'Union européenne selon la directive européenne no 96/82 du 9 décembre 1996 et en France selon l'arrêté du 10 mai 2000 :
- un événement tel qu'une émission (de gaz, de produit radioactif, d'agent pathogène, de polluant), un incendie ou une explosion d'importance majeure ;
- résultant de développements incontrôlés survenus au cours de l'exploitation d'un établissement ;
- entraînant pour la santé humaine, à l'intérieur ou à l'extérieur de l'établissement, et/ou pour l'environnement un danger grave, immédiat ou différé ;
- et faisant intervenir une ou plusieurs substances dangereuses.

## Enjeux
En raison des coûts sociaux, économiques et environnementaux de ces accidents, des enjeux majeurs existent en matière de prévention, de préparation et de gestion des risques, ainsi qu'en matière de responsabilité sociale et environnementale et d'alerte, et de communication des informations au public.

### Réglementation
- Directive 96/82/CE du Conseil du 9 décembre 1996 concernant la maîtrise des dangers liés aux accidents majeurs impliquant des substances dangereuses (JO L 10 du 14.1.1997, p. 13).
- Directive 2012/18/UE du Parlement européen et du Conseil du 4 juillet 2012 concernant la maîtrise des dangers liés aux accidents majeurs impliquant des substances dangereuses, modifiant puis abrogeant la directive 96/82/CE (JO L 197 du 24.7.2012, p. 1).
- Directive 2006/118/CE du Parlement européen et du Conseil du 12 décembre 2006 sur la protection des eaux souterraines contre la pollution et la détérioration (JO L 372 du 27.12.2006, p. 19)
- Règlement (CE) n° 1907/2006 du Parlement européen et du Conseil du 18 décembre 2006 concernant l’enregistrement, l’évaluation et l’autorisation des substances chimiques, ainsi que les restrictions applicables à ces substances (REACH), instituant une agence européenne des produits chimiques, modifiant la directive 1999/45/CE et abrogeant le règlement (CEE) n° 793/93 du Conseil et le règlement (CE) n° 1488/94 de la Commission ainsi que la directive 76/769/CEE du Conseil et les directives 91/155/CEE, 93/67/CEE, 93/105/CE et 2000/21/CE de la Commission (JO L 396 du 30.12.2006, p. 1).